# B68
Tofta Ítróttarfelag (B68) er en færøsk sportsklub fra Toftir, Eysturoy, som mest har fokus på fodbold.

## Historie
Tofta Ítróttarfelag blev grundlagt den 21. december 1962. I begyndelsen var kaproning særligt på programmet. I 1968 blev fodbold også en del af foreningen, og derfra stammer navnet B68.
I 1980 rykkede B68 for første gang op i den første division, og samme år blev den første fodboldbane anlagt på Svangaskarð - en grusbane. De første år var forholdene omkring banen dog ikke så gode, og omklædningsrummet blev indrettet i en skur ved banen.
Klubbens førstehold spillede de første 13 år i den næstbedste række, men vandt i 1980 2. division og rykkede derfor op i 1. division i 1981, hvor man deltog uafbrudt i perioden 1981-2004 samt 2006. Tre gange har klubben vundet det færøske mesterskab i fodbold. Dette gælder for årene 1984, 1985 og 1992.
I 1984 blev foreningshuset syd for banen taget i brug, og det var en stor begivenhed i foreningens historie. Det er ikke klart, hvad årsagen var, men i 1984 vandt B68 sit første færøske mesterskab i 1. division for herrer, og året efter gentog de denne bedrift.

## Banen
I 1987 blev der lagt græstæppe på grusbanen, og to år senere, den 8. juli 1989, blev området til fritidssporten åbnet officielt i forbindelse med Ø-lejerne, der blev afholdt på Færøerne dette år.
Tanken om at anlægge en græsbane kom op, da det blev klart, at færøske hold ikke fik lov til at spille deres hjemmekampe i EM-kvalifikationen på Færøerne. Den rigtige mulighed opstod efter den mindeværdige kamp i Landskrona den 12. september 1990, hvor det færøske landshold formåede at slå Østrig.
Arbejdet begyndte i november 1990, og i juni 1991 blev det sidste flag lagt på banen. Oprindeligt var der ikke planlagt at bygge et nyt hus, men UEFA godkendte ikke det gamle hus. Derfor blev der påbegyndt konstruktionen af et nyt hus ved siden af græsbanen. Dette arbejde startede i maj 1991. Samtidig begyndte arbejdet med at etablere tilskuerpladser rundt om banen.
Græsbanen og det nye hus blev taget i brug den 20. oktober 1991 med en kamp mellem det færøske landshold og et udvalgt hold.
Det var en stor opgave, som toftamændene tog fat på, en opgave, som let kunne være blevet overladt til andre, men som de formåede at gennemføre med stor succes ved at gøre området til en moderne sportsfacilitet.
Siden da har Svangaskarð været vært for mange forskellige arrangementer, og i 2004 blev det gamle græstæppe på den nedre bane, der havde tjent godt i 17 år, udskiftet. I stedet blev der lagt såkaldt 3. generation græstæppe. Denne type græstæppe er godkendt til at afholde internationale kampe, og derfor er der nu to internationale fodboldbaner på Svangaskarð.

## Aktuel trup
| Nr. | Land     | Position | Spiller               |
| --- | -------- | -------- | --------------------- |
| —-  | Færøerne | MM       | Terji Brynjarsson     |
| 4   | Færøerne | FO       | Hjalti Strømsten      |
| 5   | Færøerne | FO       | Aleksandur Jensen     |
| 10  | Danmark  | AN       | Sebastian Lau Nielsen |
| —-  | Færøerne | FO       | Ari Johannesen        |
| 7   | Norge    | AN       | Emanuel Kulego        |
| —   | Færøerne | MI       | Thomas Bjørn Miezan   |
| —-  | Færøerne | MI       | Hilmar Højgaard       |
| 13  | Færøerne | MI       | Eli Hansen            |
| 11  | Færøerne | MI       | Bárður Jensen         |
| —-  | Færøerne | MI       | Djóni Samuelsen       |
| —-  | Færøerne | MI       | Esmar Clementsen      |
| —-  | Færøerne | MI       | Josva Signarsson      |
| —-  | Færøerne | MI       | Karstin Clementsen    |
| 16  | Færøerne | FO       | Fríði í Túni Petersen |
| 17  | Færøerne | MI       | Marjus Nón            |
| 18  | Færøerne | AN       | Tóki á Lógv           |

| Nr. | Land     | Position | Spiller             |
| --- | -------- | -------- | ------------------- |
| 19  | Færøerne | AN       | Hjarnar Johansen    |
| —-  | Færøerne | AN       | Bartal Páll Klein   |
| 20  | Færøerne | MI       | Magnus Jacobsen     |
| 21  | Færøerne | MI       | Ragnar Steinhólm    |
| 1   | Færøerne | MM       | Tórður Thomsen      |
| 22  | Færøerne | MI       | Hanus Højgaard      |
| 23  | Danmark  | MM       | Rasmus Nilsson      |
| 24  | Færøerne | FO       | Jákup Vilhelmsen    |
| 25  | Færøerne | FO       | Aron Reinert Hansen |
| 27  | Færøerne | AN       | Martin Klein        |
| —-  | Færøerne | AN       | Jóhann Joensen      |
| —-  | Færøerne | MM       | Svend Danielsen     |